# Kathistes
Kathistes är ett släkte av svampar. Kathistes ingår i familjen Kathistaceae, klassen Sordariomycetes, divisionen sporsäcksvampar och riket svampar.
|           | Mattirolella |
|           | |
| Kathistes | \| \| Kathistes fimbriata \| \| \| \| \| \| Kathistes calyculata \| \| \| \| \| \| Kathistes analemmoides \| \| \| \| |
|           | \| \| Kathistes fimbriata \| \| \| \| \| \| Kathistes calyculata \| \| \| \| \| \| Kathistes analemmoides \| \| \| \| |
|           | Termitariopsis |
|           | |
|           | Kathistes fimbriata                                                                                                   |
|           | |
|           | Kathistes calyculata                                                                                                  |
|           | |
|           | Kathistes analemmoides                                                                                                |
|           | |

|  | Kathistes fimbriata    |
|  |                        |
|  | Kathistes calyculata   |
|  |                        |
|  | Kathistes analemmoides |
|  |                        |